# Bosio I Sforza
Bosio I Sforza, VIII conte di Santa Fiora (Montegiovi, 1411 – Parma, 14 marzo 1476), è stato un condottiero e capitano di ventura italiano.
Fu conte di Cotignola e Santa Fiora e signore di Castell'Arquato.

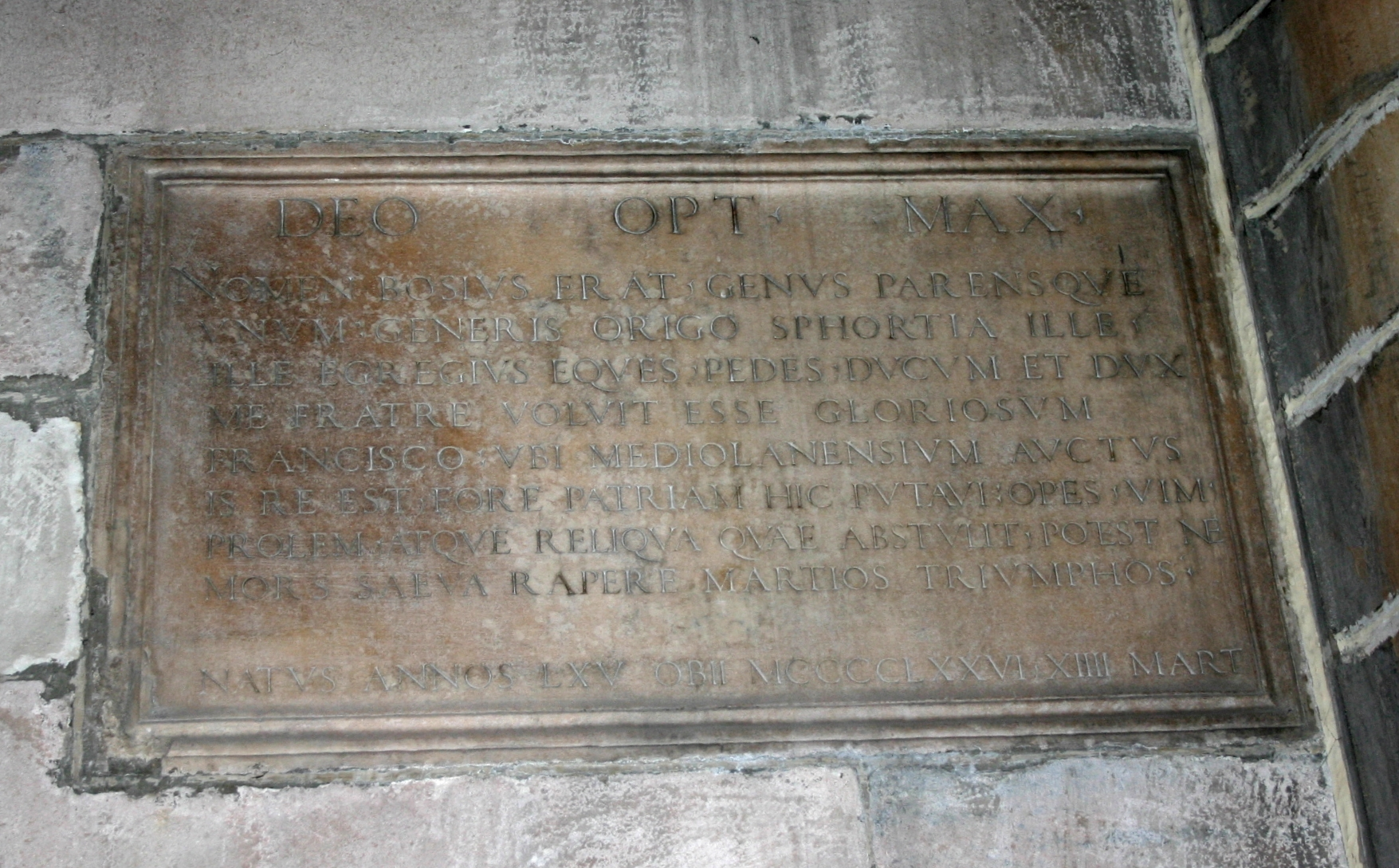
Duomo di Milano, lapide di Bosio I Sforza

## Biografia
Bosio nacque nel 1411 a Montegiovi da Giacomo Attendolo ed Antonia Salimbeni. Bosio fu un capitano di ventura che dedicò gran parte della sua vita al mestiere delle armi: nel 1430 divenne governatore di Orvieto per il papa, poi combatté col fratello Francesco I Sforza per la conquista del Milanese contro i Da Correggio (1452), contro Jacopo Piccinino (1455) ed in favore del re del Regno di Napoli Ferrante d'Aragona (1460). Ottenne in premio dei suoi servigi il titolo di conte di Cotignola, il feudo di Castell'Arquato ed altri feudi (1466). Morì a Parma nel 1476.

## Discendenza
Bosio I sposò nel 1439 Cecilia Aldobrandeschi, VII contessa di Santa Fiora, che gli portò in dote la contea sovrana omonima in Maremma. Divenne così il capostipite del ramo della famiglia Sforza di Santa Fiora (ramo estintosi nel 1712) e di quello collaterale degli Sforza-Cesarini, duchi di Segni, tuttora esistente. Ebbero due figli:
- Anastasia (3 settembre 1443[4]-?), andata in sposa a Braccio Baglioni di Perugia;
- Guido II (20 febbraio 1445[4]-1508), IX conte di Santa Fiora, il quale sposò Francesca Farnese.

Nel 1464 si risposò Griselda Di Capua ed ebbero tre figli: 
- Cassandra, morta giovane;
- Costanza Maria (1466-11 maggio 1546)[5], andata in sposa in prime nozze, il 29 agosto 1482, al cugino Filippo Maria Sforza; in seconde nozze, il 21 maggio 1497, al gentiluomo borgognone Claude de Palud, conte di Ruppe e Parvapetra e barone di Varambon e Villenoxel (m. 28 novembre 1517)[6][4].
- Francesco (?-1523), cavaliere.

## Ascendenza
|                        |                 |                  | Genitori |  |  | Nonni              |  |  | Bisnonni        |  |
|                        |                 |                  |          |  |  | Giovanni Attendolo |  |  | Muzio Attendolo |  |
|                        |                 |                  |          |  |  | Giovanni Attendolo |  |  | Muzio Attendolo |  |
|                        |                 | …                |          |  |  | Giovanni Attendolo |  |  |                 |  |
| Muzio Attendolo Sforza |                 |                  |          |  |  | Giovanni Attendolo |  |  |                 |  |
|                        |                 | Elisa Petraccini | …        |  |  |                    |  |  |                 |  |
|                        |                 | Elisa Petraccini | …        |  |  |                    |  |  |                 |  |
|                        |                 | Elisa Petraccini | …        |  |  |                    |  |  |                 |  |
| Bosio I Sforza         |                 | Elisa Petraccini |          |  |  |                    |  |  |                 |  |
|                        | Cecco Salimbeni | …                |          |  |  |                    |  |  |                 |  |
|                        | Cecco Salimbeni | …                |          |  |  |                    |  |  |                 |  |
|                        | Cecco Salimbeni | …                |          |  |  |                    |  |  |                 |  |
| Antonia Salimbeni      | Cecco Salimbeni |                  |          |  |  |                    |  |  |                 |  |
|                        |                 | …                | …        |  |  |                    |  |  |                 |  |
|                        |                 | …                | …        |  |  |                    |  |  |                 |  |
|                        |                 | …                | …        |  |  |                    |  |  |                 |  |
|                        |                 | …                |          |  |  |                    |  |  |                 |  |